# Silene stenophylla
Silene stenophylla är en nejlikväxtart som beskrevs av Carl Friedrich von Ledebour. Silene stenophylla ingår i släktet glimmar, och familjen nejlikväxter. Inga underarter finns listade i Catalogue of Life.

## Bildgalleri

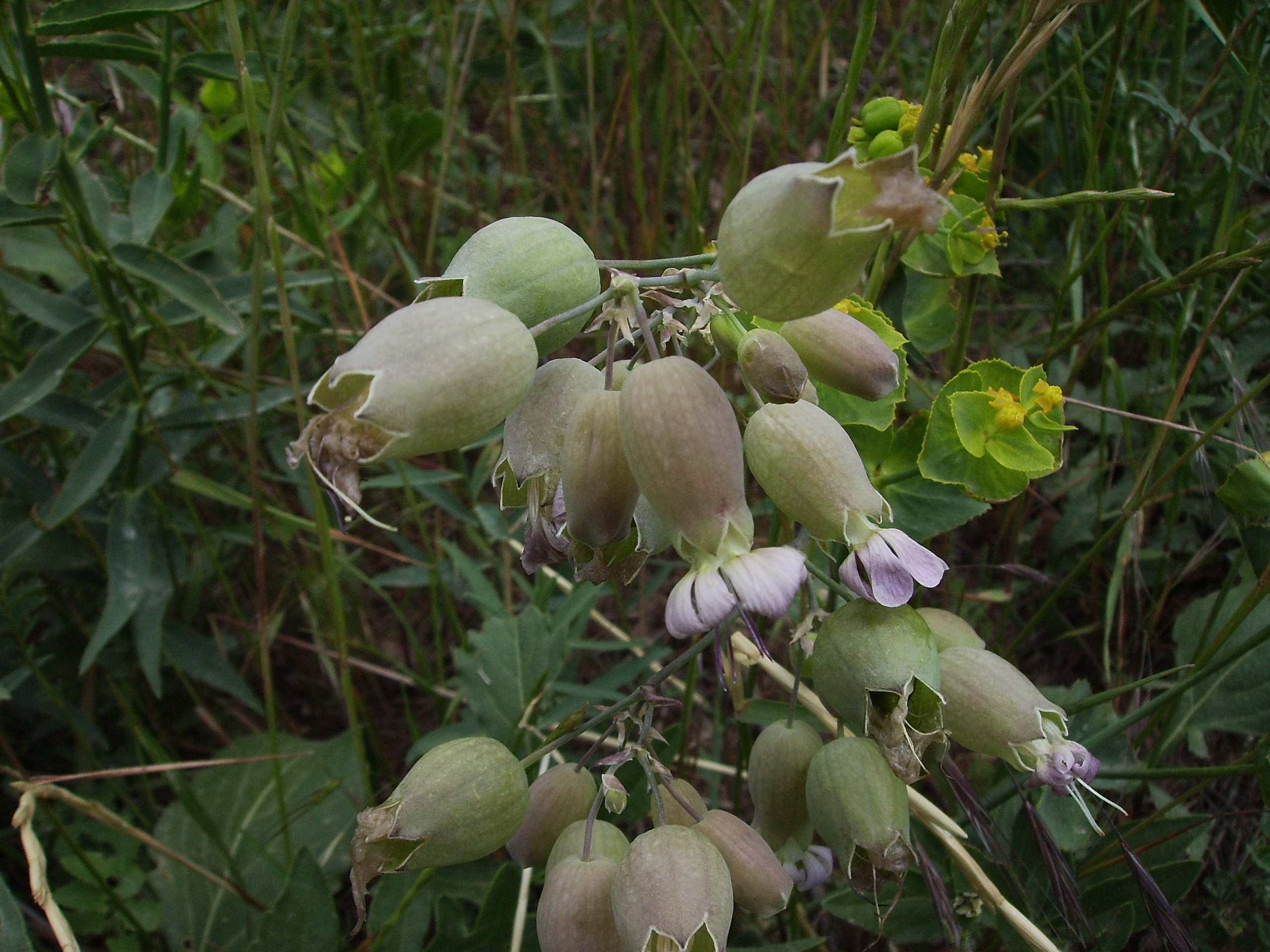